# مارک بون جونیور
مارک بون جونیور (انگلیسی: Mark Boone Junior؛ زادهٔ ۱۷ مارس ۱۹۵۵) یک هنرپیشه اهل ایالات متحده آمریکا است.
از فیلم‌ها یا برنامه‌های تلویزیونی که وی در آن نقش داشته است می‌توان به بتمن آغاز می‌کند، ممنتو، ۲ سریع و ۲ خشمگین، ۳۰ روز شب، رودخانه یخ‌زده، زندگی تبهکاری، در روح، دروازه، داوران اسپانیایی، مجاورت، جیم بی‌کس و دختر ژنرال اشاره کرد.